# 洛朗·施瓦茨
洛朗-莫伊兹·施瓦茨（1915年3月5日—2002年7月4日）是一名法國數學家，畢業於巴黎高等師範學院。他獲得1950年的菲爾茲獎，以嘉許他的分佈論的工作。分佈論給予諸如狄拉克δ函數等清晰的數學定義。他曾於巴黎綜合理工學院任教甚長時間。
此外他也是個出名敢言的知識份子，立場傾向社會主義。

## 外部連結
- 約翰·J·奧康納; 埃德蒙·F·羅伯遜, ,  （英语）
- 洛朗·施瓦茨在數學譜系計畫的資料。